# Julia Böhm
Julia Böhm (* 27. Mai 1973 in München als Julia Hacke) ist eine deutsche Journalistin, Fernsehmoderatorin und Medientrainerin.

## Leben und Wirken
Julia Böhm absolvierte in München ein Studium für italienische Philologie, Politikwissenschaften und Recht für Sozialwissenschaftler. Nach einem Volontariat bei Radio Charivari in München wurde sie 1997 während einer Hospitanz in der Jugendredaktion der Deutschen Welle in Berlin als Moderatorin für „100 Grad“ engagiert. Dort produzierte sie Reportagen wie auch beim BR für das TV-Magazin quer. 1999 wechselte sie zu ProSieben, wo sie die Nachrichten in der ProSieben MorningShow präsentierte.
Am 24. Januar 2000 moderierte Julia Böhm die erste Nachrichtensendung zum Start des neu gegründeten Nachrichtenkanals N24. Ab dann moderierte sie dort Nachrichten und Sondersendungen sowie von 2003 bis 2010 das tägliche Magazin „N24 Wissen“.
Im März 2001 wurde sie zudem in Berlin beim Privatsender Sat.1 das weibliche Gesicht der Sat.1-Spätnachrichten Sat.1 News – Die Nacht. Danach moderierte sie als Anchorvertretung von 2004 bis 2010 die Hauptnachrichten Sat.1 News um 18:30 Uhr bzw. ab 2008 die Sat.1 Nachrichten um 20:00 Uhr.
2011 übernahm sie die Moderation des Wirtschaftsmagazins Made in Germany bei DW-TV, dem Fernsehprogramm der Deutschen Welle.
Seit 2008 arbeitet Julia Böhm als Medientrainerin für Führungskräfte und berät als Moderationstrainerin Moderatoren und Redaktionen im In- und Ausland. Sie ist Mitglied im BMTD, dem Bundesverband der Medientrainer in Deutschland.
Julia Böhm lebt in Berlin und in München, ist verheiratet und hat zwei Söhne.